# Říčany (district de Brno-Campagne)
Pour les articles homonymes, voir Říčany.
Říčany (en allemand : Ritschans) est une commune du district de Brno-Campagne, dans la région de Moravie-du-Sud, en République tchèque. Sa population s'élevait à 2 101 habitants en 2020.

## Géographie
Říčany se trouve à 4 km au nord de Rosice, à 16 km à l'ouest de Brno et à 171 km au sud-est de Prague.
La commune est limitée par Říčky et Veverské Knínice au nord, par Ostrovačice à l'est, par Rosice au sud et au sud-ouest, et par Litostrov à l'ouest.

## Histoire
La première mention écrite de la localité date de 1237.

## Transports
Říčany est desservie par l'autoroute D1 (sortie  178), qui relie Prague à la frontière polonaise en passant par Brno et Ostrava.